# Heuvellandelenia
De heuvellandelenia (Myiopagis olallai) is een zangvogel uit de familie Tyrannidae (tirannen).

## Verspreiding en leefgebied
Deze soort komt voor in Ecuador en Peru.